# Kultuurikatel
La Bouilloire culturelle[réf. nécessaire] (estonien : Kultuurikatel) est une centre de création culturelle installé dans l'ancienne centrale électrique de Tallinn.

## Présentation
La Bouilloire culturelle[réf. nécessaire] (ou aussi hub créatif de Tallinn) est géré par une fondation culturelle à but non lucratif située à Tallinn en Estonie.
Les locaux de l'ancien centrale ont été adaptés par Siiri Vallner et Indrek Peil.
Le centre, ouvert en 2015, présente des événements, expositions et concerts, et offre des possibilités de résidence à des artistes.
La Bouilloire a aussi d'autres activités comme un laboratoire sonore, un maker lab, un laboratoire culinaire, etc.

## Réseaux
L'organisme est membre de réseaux internationaux comme : 
- ECOC (Capitale européenne de la culture),
- ENCATC (Réseau européen des centres de formation d'administrateurs culturels)[2]
- ECBN (Réseau d'affaires européen créatif)[3]
- Chambre de commerce et d'industrie estonienne (en)